# 黑爾格河

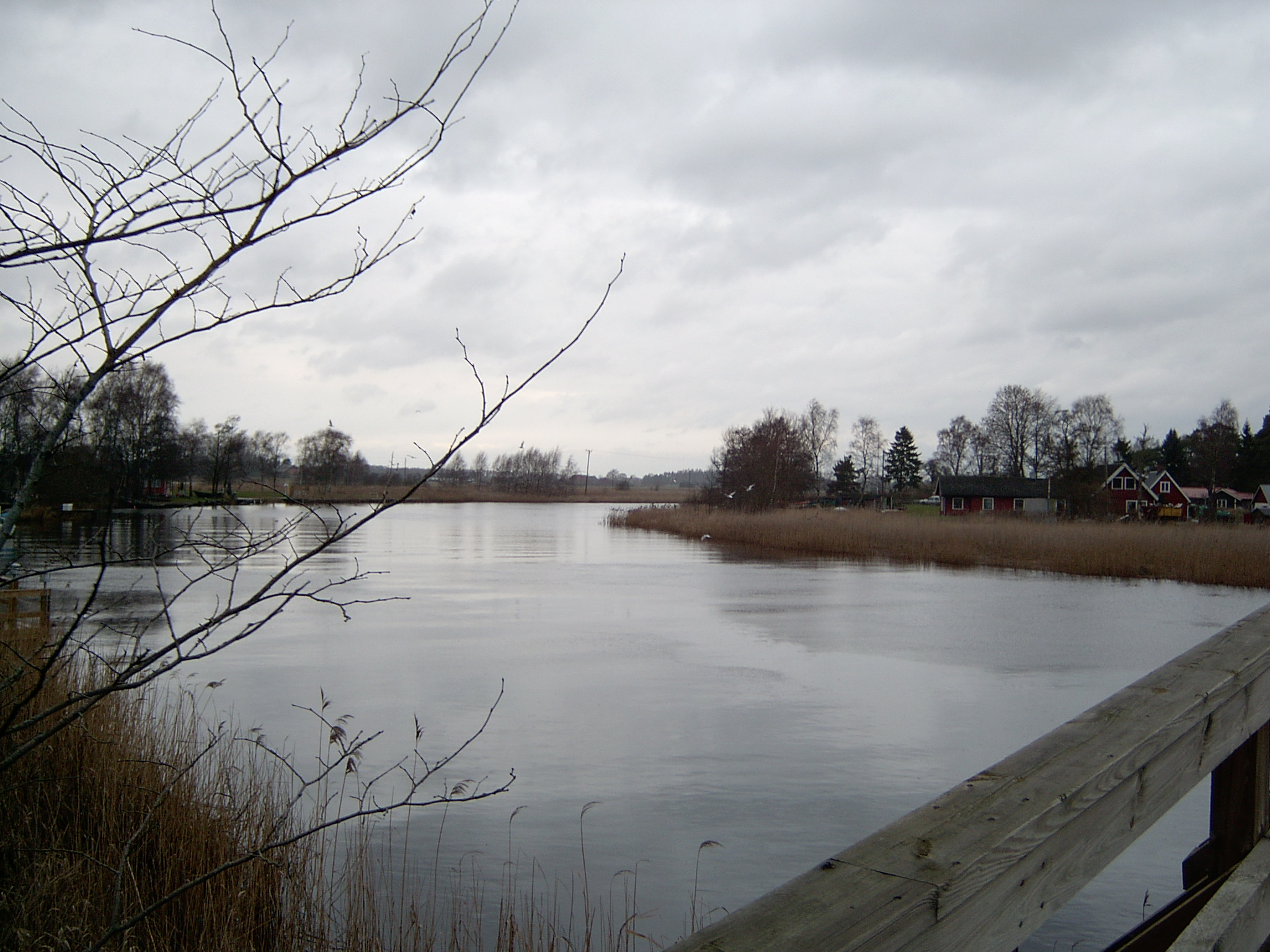

黑爾格河是瑞典的河流，位於該國南部，最終注入波羅的海，河道全長約200公里，流域面積4,749平方公里，平均流量每秒45立方米，河道上有八座水力發電廠。